# 加拿大檢控署
加拿大檢控署（簡稱，簡稱）为加拿大司法部的一个下屬部門，根据《刑事檢控專員法令》（Director of Public Prosecutions Act）于2006年12月12日建立， 总部位于安大略省渥太華。
加拿大檢控署為加拿大政府承擔檢控刑事罪行的任務，並通過加拿大檢察總長對加拿大國會負責。代表官方（加拿大君主）提起刑事檢控本是加拿大檢察總長的職責，但他大部分的檢控職能已下放給檢控署。作為一個聯邦機構，加拿大檢控署只對加拿大境内联邦級別的案件提出訴訟。
刑事檢控專員（director of public prosecutions，現任為Kathleen Roussel）監管檢控署的日常運作，並對加拿大檢察總長負責。檢察總長通常会推薦一位資深刑事法律大律師擔任刑事檢控專員，由加拿大總督正式任命。

## 责任
加拿大檢控署的主要任務是对属于联邦管辖的罪行提起刑事诉讼，例如涉及《入息税法令》（Income Tax Act）、《渔业法令》（Fisheries Act）、《工商稅法令》（Excise Act）、《關稅法令》（Customs Act）、《加拿大选举法令》（Canada Elections Act）、《加拿大环境保护法令》（Canadian Environmental Protection Act ）和《竞争法令》（Competition Act）等的罪行。
檢控署也处理国内违反《受管制藥物與物質法令》（Controlled Drugs and Substances Act）的案件；魁北克省和新不伦瑞克省有例外，在那里，只有由皇家加拿大騎警（RCMP）发起的非法药物案件才由檢控署呈堂给法院。 这意味着在魁北克，将只适用于涉及到有省外影响的麻醉品案件，因为魁北克已经有自己的省级警察部队——魁北克省省警（Sûreté du Québec）。
檢控署对西北地區、育空地區、努納武特地區的所有刑事犯罪都具有管辖权。在各省，檢控署只负责特定刑事犯罪案件，通常与恐怖主义、犯罪组织、洗钱、逃税和其他违反联邦法律的罪行有关。除此之外，檢控署也为全国的执法机构和联邦的立法各部门提供咨询意见。

## 历史
为了解决存在於原加拿大司法部聯邦檢控署（Federal Prosecution Service）的有关问题，2006年加拿大檢控署成立，以作為独立于司法部的机构；其司法依据是《刑事檢控專員法令》（Director of Public Prosecutions Act）。《刑事檢控專員法令》本是《聯邦責任法令》（Federal Accountability Act）的一部分，後单列为独立的法规。 政府財政委员会主席白諤德（John Baird）最先提出《刑事檢控專員法令》，并于2006年12月12日获得御准。 《刑事檢控專員法令》的理据由法律与政府科的華富勞（Wade Riordan Raaflaub）於2006年3月2日撰写。

## 歷任刑事檢控專員
- 桑德斯（Brian J. Saunders，2008至2017年，2006至2008年署理）[8]
- 羅塞爾（Kathleen Roussel，2017年至今）[9]